# Округ Калавао (Хаваји)
Калавао (енгл. Kalawao County) је округ у америчкој савезној држави Хаваји.

## Демографија
По попису из 2010. године број становника је 90, што је 57 (-38,8%) становника мање 2000. године.
| Група             | 2000.      | 2010.      |
| Белци             | 33 (22,4%) | 24 (26,7%) |
| Афроамериканци    | 0 (0,0%)   | 0 (0,0%)   |
| Азијати           | 25 (17,0%) | 7 (7,8%)   |
| Хиспаноамериканци | 6 (4,1%)   | 1 (1,1%)   |
| Укупно            | 147        | 90         |